# Психиатрия
Психиатрията (от гръцки: ψυχή – душа, дух, но означава също така и пеперуда и ιατρός – лекар, „лечение на душата“) е дял от клиничната медицина, който изучава психичните разстройства и техните причини, патогенеза, клинична картина, протичане, патологична анатомия, патофизиология, разпространение, лечение и профилактика. Психиатрията се занимава и с изолиране на лица с психични разстройства или с патологични умствени отклонения, които представляват потенциална опасност както за тях самите, така и за околните.
Психиатрията е медицинска дисциплина. Тя е клон от медицинската наука и се занимава с изучаване на част от заболяванията на главния мозък, протичащи с психични промени, т.е. с по-значителни болестни изменения във висшата нервна дейност, които водят до неправилно отражение на действителността и неправилно поведение на болните. Психиатрията се дели на две части: обща психиатрия (обща психопатология) и специална психиатрия (специална психопатология). Първата изучава общите прояви като симптоми и синдроми на психичните заболявания, техните общи причини и основните принципи на лечение. Тя разглежда въпросите отнасящи се до етиологията, патогенезата, клиничната картина, лечението, изхода, патологоанатомията, характера на психопатологичните процеси, класификацията, методите, профилактиката и рехабилитацията на психичните заболявания. Тя включва познания за общите симптоми и синдроми при разстройства на възприятията, представите, емоциите, интелектът, мисленето, паметта, вниманието, волята и съзнанието. Специалната психопатология се занимава с отделните психични заболявания, с причината, клиничната картина и лечението на всяко едно от тях. Такива заболявания са биполярно разстройство, шизофрения и др.
Понятието „психиатрия“ е въведено през 1808 г. от немския лекар, физиолог и психиатър Йохан Рейл (Johann Christian Reil) в Хале. За първи път е преподавана като предмет през 1811 г. в Лайпциг. Първата съвременна психиатрична клиника е основана в Берлин през 1865 г.
Един от основните, но също така и най-трудните въпроси, по който все още няма единодушно мнение и категоричен отговор е какво е норма (нормално състояние) и отклонение (патологично състояние).

## История
Психиатрията, макар и не под това име, има корени още в древността. В Древен Рим и Древна Гърция умствените отклонения у някои хора са се считали за свръхестествени. Първите психиатрични болници са построени в ислямския свят през VIII век в Багдад и Кайро. Психиатрични болници се появяват в средновековна Европа през XIII век.
Едва през XIX век психиатрията е призната за отделна дисциплина, което води до неимоверно увеличаване броя на пациентите. През 1960-те години на XX век започва антипсихиатричното движение, което е враждебно на фундаменталните предположения и практики на психиатрията. Създадена е през 1969 година Гражданска комисия по правата на човека. Благодарение на това движение в повечето Западни общества са премахнати държавните психиатрични институции и нехуманните методи на лечение, практикувани дотогава, като електроконвулсивната терапия и лоботомията. През XXI век един от най-върлите противници на психиатрията е Църква на Сциентологията. През 2005 година в Лос Анджелис, Калифорния е открит музей „Психиатрията: Индустрия на смъртта“ (Psychiatry: An Industry of Death). Основното становище на основателите е, че това е индустрия, основана само на печалба и контрол.

## История на психичните заболявания
Психични заболявания датират още с появата на човечеството. Праисторическият човек е виждал тяхната причина във вселяването на зли сили и духове. Доказателство за това са откритите из много краища на земята черепни трепанации. Свързва се с периода на анимизъм.
Първи предпоставки за научна психиатрия се откриват в Древна Гърция. Там психичната болест е била обект на внимание. За това свидетелстват исторически документи и художествена литература. В тях по някакъв повод се говори за психично болни и отношението на старите гърци към тях. Отношението е било сурово: връзвали са ги, оковавали са ги, замеряли са ги с камъни и др. Тогава се е смятало, че душата е локализирана под диафрагмата (на гръцки phren – френ). Този корен се намира по-късно в обозначенията на психични заболявания с термини на древногръцките лекари като „френит“, „парафренит“ и др. При Хипократ се срещат понятия като мания, меланхолия, френит, епилепсия, параноя, парафренит и хистерия. Според Платон хистерията (hystera – матка) засягала единствено жените и се дължала на полова незадоволеност, при която „празната“ матка започвала да странства из тялото, достигала чак до гърлото и така причинявала симптомите на болестта. Аристотел споменава за виждането на образи, приемани за действителност. Това е едно от първите описания на зрителни халюцинации. За Питагор епилепсията била мозъчно заболяване. Той учил, че разумът и разсъдъкът се помещавали в мозъка, а чувствата – в сърцето.
През I век от н.е. в Римската империя Целз съставя голяма енциклопедия, обединяваща дотогавашните медицински знания, включително и тези за психичните заболявания. През II от н.е. ученият грък Сорана изпреварва с векове времето си. Според него психично болните не бива да се бият или връзват, а да се „държат за ръка“, за да не се наранят. Той дава указания за подредбата на стаята на лечение на болния, подбор на четивото му, за лечебно въздействаща музика и др. Тези хуманни идеи ще навлязат чак през XVIII век, заради тъмните векове на Средновековието. Дали нивото на психиатрията е щяло да стане по-високо и по-бързо развиващо се без тъмните векове, може само да се гадае.
След падането на Римската империя настъпва Средновековието. Това е продължителен период, в който властват религиозните догми. Научният метод не се зачита, а от античното наследство се взема само онова, което пасва на новия религиозен мироглед. Набелязаните в древността телесни причини за психичните разстройства постепенно биват забравени. Основна причина на психичното страдание става грехопадението. Като последица, около манастирите се създават приюти начело с монаси, полулекари, полузнахари. Съществен проблем били епилептичните и хистеричните припадъци, но и други такива. Те били обяснявани с „поддаване на злото“ и „обсебване от Сатана“. Решението за тях бил обредът екзорсизъм.
Към IX век в Италия, където влиянието на древността било най-силно, възниква една от първите големи медицински школи. През XI век Константин Африкански написва трактат за меланхолията. През XII век били създадени медицински факултети в Париж, Оксфорд и Кембридж. През XV век италианският лекар Савонарола пише, че психично болните са бити с пръчки до кръв, „за да се оттекат материалните причини на манията“ и също, че са бодени с игли и остриета, „за да се разнесе застоят на мислите, причинени от меланхолията“. Савонарола възразява срещу подобни методи. През Средновековието се сменят две епохи – на феодализма и капитализма. Отпадането на властта на Църквата се съпровожда с изтъпленията на инквизицията, включваща преследвания на психично болни. В атмосферата на жесток страх и напрежение се внушавали демонологични идеи. Понякога екзекутирането на „обсебените от Сатана“ взимало невероятно масов характер.
Епохата на Ренесанса предизвиква подем в науката и изкуството. През XVI век Платер прави класификация на психичните заболявания за пръв път след Древността. Той разделя причините на външни и вътрешни. Оказва се, че средновековната схоластика не е натрупала никакъв фактически материал, а източниците от древността са недостатъчни. Отхвърля се грехопадението като причина за психичните болести. Натрупват се факти, показващи, че те възникват при тежки телесни заболявания и психични въздействия. Това води до разделение между лекарите на „соматици“ и „психици“. Те водят спорове. През XVIII век болните се оковавали с вериги. Френските лекари Кабанис и Пинел свалят веригите на психично болните чрез реформа. Веригите се заменят с меки колани и усмирителна риза. Такава реформа последвала и в много други страни.
През XIX век споровете между соматици и психици продължава. Обаче Гризингер формулира четири основни принципа, валидни и до днес:
- В основата на психозата лежи някакъв патологоанатомичен процес.
- Този процес се локализира в мозъка.
- Психичната дейност е на принципа на рефлекса.
- Психотичните епизоди не са сами по себе си болести, а само симптоми на мозъчния процес.

Това вдъхновява Майнерт и Вернике. Според Морел психичните заболявания се унаследяват изцяло. Това вдъхновява криминологът Ламброзо. Крепелин подема идеята на Калбаум за обособяване на нозологичните единици чрез системни проучвания на психични заболявания. По този начин той внася яснота между телесната медицина и психиатрията. Така се спира пътя за спекулиране и своеобразие спрямо психичните разстройства, каквито е имало в миналото. Започва да се признава връзката на психичното заболяване с мозъка. Все пак Крепелин среща и критици. Джексън смята, че трябва да се различават два вида симптоми: положителни и отрицателни.
През XX век психичните заболявания са факт, свързан с мозъчните процеси. Човешкото съществуване се разглежда през „био-социо-психе“ моделът. Напредва психофармакологията и болните се лекуват предимно с лекарства, а понякога и с психотерапия. Критик на тези подходи е антипсихиатрията, но която всъщност не дава адекватна алтернатива.

## Основни методи на лечение
Лечението от психиатрията е насочено предимно към овладяване (потушаване) на симптомите на пациентите. Причините за психичното разстройство обаче може и да не изчезнат. В такъв случай някои психиатри провеждат психотерапия или насочват пациента към психотерапевт. Така се очертават три варианта на лечение:
- само медикаментозно с лекарства.
- само психотерапевтично.
- смесено: комбинация между медикаменти и психотерапия

Начинът, по който да се лекува пациента, се определя от специалиста и много зависи от личната проблематика на съответния клиент и тежестта на проблема му.
- Психотропни вещества – това са химически вещества, въздействащи на централната нервна система, които предизвикват изменени състояния на съзнанието – създават временни изменения на възприятията, настроението и поведението. Използват се за лечение на психични заболявания и като средства за изследване на психиката и не на последно място за удоволствие.
- Психотерапия – е вид терапия, която се основава основно на морална подкрепа, внушение, рехабилитация, хипноза и психоанализа